# Stiftelsen Sverige i Europa
Stiftelsen Sverige i Europa (англ. Sweden in Europe; укр. Швеція в Європі) — головна організована кампанією на стороні «так» на референдумі 2003 року щодо євро. «Stiftelsen Sverige i Europa» залучила до кампанії всі політичні групи, які підтримують євро, включаючи соціал-демократів, і опублікувала листівки, в яких виступала за євро з лівої точки зору. Більшість його фінансування надходило від бізнес-організації Конфедерація шведського підприємництва.
Ульф Дінкельшпіль, її голова, був помірним міністром в уряді Карла Більдта в період з 1991 по 1994 рік, а під час кампанії колишній голова Ліги помірної молоді Томас Ідергор був її головним виконавчим директором.
Нещодавно її відновили, щоб активізувати прихильників подальшої європейської інтеграції.